# Provincia de Cebú
Cebú (cebuano: Sugbo; tagalo: Sebu) es una provincia insular de las Filipinas, localizada en la región de Bisayas Centrales.

## Descripción
Está conformada por la isla del mismo nombre y otras pequeñas islas adyacentes. Superficie: 5,088 km²  Población: 3,848,919 (2007) h. 
Obispado. Su capital es la ciudad de Cebú con 408,200 h. y está compuesta por una estrecha isla que se extiende por 225 km de norte a sur rodeada por 167 islas más pequeñas, incluyendo Mactán, Bantayan, Daanbantayan, etc.
Cebú es una de las provincias más desarrolladas del país. El área metropolitana de Cebú (que incluye Mandaue y Lapu-Lapu) es la segunda más importante del país, solo detrás de Gran Manila.
Cuenta con el Aeropuerto Internacional Mactán-Cebú, en Lapu-Lapu, a 30 minutos del centro de la ciudad de Cebú.
Según el expresidente Joseph Estrada y sus aliados, la provincia “era el centro del fraude electoral” durante las elecciones presidenciales de 2004.

## Municipios
- Alcántara
- Alcoy
- Alegría
- Aloguinsan
- Argao
- Asturias
- Badian
- Balamban
- Bantayan
- Barili
- Bogo
- Boljoon
- Borbón
- Cárcar
- Carmen
- Catmón
- Compostela
- Consolación
- Córdova
- Daanbantayan
- Dalaguete
- Dumanjug
- Ginatilan
- Liloan
- Madridejos
- Malabuyoc
- Medellín
- Minglanilla
- Moalboal
- Naga
- Oslob
- Pilar
- Pinamungajan
- Poro
- Ronda
- Samboan
- San Fernando
- San Francisco
- San Remigio
- Santa Fe
- Santander